# Fareturaina
Fareturaina (auch: Fareturaina Gilberts, Mwanuku, Eten) ist ein Ort im nördlichen Teil des pazifischen Archipels der Line Islands nahe dem Äquator im Staat Kiribati. 2020 wurden 222 Einwohner gezählt.

## Geographie
Fareturaina ist der südlichste Ort des Atolls Tabuaeran. Im Westen schließt sich Aramari an  und nach Osten zersplittert der Riffsaum in viele winzige, unbewohnte Motu, unter anderen Te Nupa.

## Klima
Das Klima ist tropisch heiß, wird jedoch von ständig wehenden Winden gemäßigt. Ebenso wie die anderen Orte der südlichen Line Islands wird Fareturaina gelegentlich von Zyklonen heimgesucht.